# Ceratozetes peritus
Ceratozetes peritus är en kvalsterart som beskrevs av Grandjean 1951. Ceratozetes peritus ingår i släktet Ceratozetes och familjen Ceratozetidae. Inga underarter finns listade i Catalogue of Life.